# Slavoboj Tusar
Slavoboj Tusar (17. října 1885 Jizbice – 5. října 1950 Praha) byl český grafik, typograf, knižní grafik, ilustrátor, exlibrista, písmař a kaligraf. V letech 1928–1945 byl ředitelem tiskárny Melantrich v Praze. Jeho bratrem byl druhý československý premiér Vlastimil Tusar.

## Život
V letech 1910–1912 studoval na UPŠ v Praze, roku 1914 na AVU tamtéž v ateliéru grafiky Augusta Brömseho. Absolvoval kurz úpravy knih u Methoda Kalába a Františka Kysely. Byl ředitelem nakladatelství Melantrich a Neubertových grafických závodů v Praze.
Jeho bratrem byl politik a odborář, meziválečný předseda vlády Vlastimil Tusar. 17. října 1922 se oženil se spisovatelkou Marií Majerovou, byl její druhý manžel.

## Dílo

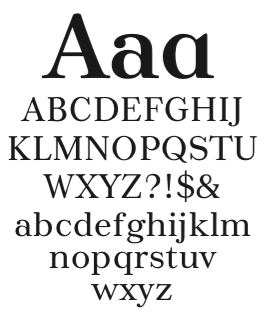
Digitalizace původní Tusarovy antikvy (1924–5) Františkem Štormem pod názvem Tusar (2004)

Realizované typografické písmo Slavoboje Tusara, odvozené z geometrických tvarů kruhu a čtverce, bylo představeno na Mezinárodní výstavě dekorativních umění v Paříži (1925) v knize Richarda Weinera Ulice–Boulevard (Tusarovu antikvu později digitalizoval František Štorm). Zpočátku se zabýval drobnou grafikou, plakátovou tvorbou, ilustrací, až později se zaměřil na typografickou a polygrafickou práci. Byl velmi zaujat rozmáhající se masovou kulturou, publikoval stati o reklamě a věnoval se plakátové tvorbě, pro niž volil méně konzervativní formu písma, než tomu bylo u tvorby knižní. Je autorem několika knižních a plakátových písem (např. písmo pro nakladatelství Melantrich, 1922; Monotypové písmo, 1926; Dvoucicerové písmo, 1930). Publikoval odbornou stať O amerických tiskárnách (1926).